# Rodrigo Fernandes Valete
Rodrigo Fernandes Valete, mais conhecido como Fernandes, (Itaporanga, 3 de março de 1978) é um ex-futebolista brasileiro que atuava como meia-atacante. Teve destaque atuando pelo Figueirense, clube no qual é ídolo da torcida, maior artilheiro da história (108 gols), e o terceiro jogador com mais partidas pelo time (403 jogos), jogando pelo Figueira entre 1999 e 2012.

## Carreira
Fernandes surgiu para o futebol no Presidente Prudente. Com uma carreira marcada por superação de contusões, é ídolo no Figueirense pelo futebol, caráter e por ser o primeiro atleta a superar a marca de 100 gols pelo clube. É considerado por torcedores do Figueira como seu maior ídolo, devido a ascensão e brilhantismo do futebol apresentado.
Tendo iniciado sua carreira no futebol paulista, Fernandes chegou ao Figueirense em 1999, com um contrato temporário de 3 meses. O jogador disputou o Campeonato Catarinense, estreando em 21 de junho, contra o Brusque, no estádio Augusto Bauer. Fernandes saiu da reserva e entrou no lugar de Perivaldo, sob orientação do técnico Abel Ribeiro. Disputada no estádio Augusto Bauer, a partida terminou em 4x0 para o Figueirense. Fernandes marcou seu primeiro gol pelo Figueira em 8 de julho, numa vitória por 2 a 1 contra o Criciúma. Após o término da competição, foi sondado por outras equipes do estado, como Joinville, Criciúma e o maior rival do Figueira, o Avaí. Acabou ficando no Orlando Scarpelli (estádio do Figueirense) para a disputa da Série C, com boas atuações.  
No ano 2000, foi destaque no estadual, sendo eleito o craque do campeonato. No Módulo Amarelo da Copa João Havelange, foi artilheiro da competição no seu módulo, conquistando uma vaga para a Série B de 2001. Para o ano seguinte, o meia foi fundamental na disputa da segunda divisão, contribuindo com o clube na campanha que resulto no vice-campeonato e o acesso à elite do futebol brasileiro. Em janeiro de 2002, o Palmeiras contrata o jogador para disputar a Copa do Brasil e o Campeonato Paulista. Atuando em poucas partidas, acabou retornando ao Figueirense. 
Em 2003, Fernandes transferiu-se para o futebol sul-coreano para defender o Jeonbuk Hyundai Motors, onde teve grandes atuações, sendo elogiado e sondado por outros clubes. No entanto, ele retorna e atua de forma destacada pelo Figueira em 2004, no Campeonato Catarinense, no Campeonato Brasileiro e na Copa Sul-Americana, fazendo dupla de sucesso com o meia Sérgio Manoel e sendo pela segunda vez o craque do Campeonato Catarinense. No mesmo ano, Fernandes foi para futebol árabe, defender o Al-Shabab. Em 2005, Fernandes retorna novamente ao Figueira, chegando no segundo semestre de e atuando de forma regular. Segue no Figueirense em 2006, mas sofre com algumas lesões e passa parte da temporada fora do time titular. 
Em 2007, plenamente recuperado, atua bem e marca diversos gols no Campeonato Catarinense e na Copa do Brasil. Foi um dos principais jogadores do time na campanha da Copa do Brasil, auxiliando o time a chegar na final. Na disputa do título contra o Fluminense, disputada no Orlando Scarpelli, iniciou a partida no banco de reservas. Perdendo de um a zero e necessitando do empate, Fernandes foi chamado do banco, mas o time não conseguiu superar o adversário e sagrou-se vice-campeão. 
Seguiu jogando pelo clube no restantes das competições do ano - a Copa Sul-Americana e a continuação do Campeonato Brasileiro. Em 2008, foi sondado por Cruzeiro e Fluminense, mas recusou as propostas. No Campeonato Catarinense, depois do primeiro jogo da final contra o Criciúma (o Figueira conquistaria o título), viveu uma fase complicada da carreira, com graves lesões, muito tempo fora dos gramados e longos períodos de recuperação. Passando por operações, Fernandes chegou a pensar em encerrar a carreira.  
Já idolatrado pela torcida alvinegra, dono da camisa 10 - o que lhe rendeu o carinhoso apelido de Fernandez ou Fernan10 - o jogador conseguiu superar as lesões e voltou aos gramados em excelente forma. Além do seu bom desempenho em campo, a torcida admirava seu papel como líder da equipe, jogador tranquilo - nunca tendo sido expulso e recebendo poucos cartões amarelos - e grande poder de decisão, inclusive em Clássicos contra o rival Avaí.  
Em 2010, marcou seu 95º gol com a camisa do Figueirense, tornando-se o maior artilheiro da história do clube, em partida contra o Imbituba, ultrapassando Calico (94 gols). Ultrapassou também a marca de jogos de outros grandes jogadores do clube, como João Carlos da Silva (335 partidas) e Peçanha (303 jogos), tornando-se o terceiro atleta com mais partidas jogadas pelo Figueira, atrás apenas de Jaime Casagrande (430) e Pinga (483).  
Em 2011, na primeira partida do semifinal do primeiro turno do catarinense, disputada em 20 de fevereiro de 2011, contra o Joinville, Fernandes fez seu centésimo gol pelo Figueirense, aos 15 minutos do primeiro tempo. Durante o jogo, encerrado em 3x1, ainda marcaria mais um gol, o 101º pelo Figueira. Foi ovacionado pela torcida no estádio e recebeu diversas homenagens, tanto da torcida quanto do clube, incluindo uma faixa "Fernan10 é 100". Na ocasião, declarou: "Persegui esta marca durante minha caminhada de mais de 11 anos no Figueirense. Hoje posso dizer que sou um homem feliz e realizado por essa conquista e por poder ajudar o Figueirense que me recebeu muito bem e que eu amo."
Em 2012, com problemas financeiros e disputas internas na diretoria, o Figueirense não conseguiu montar bem o time e acabou rebaixado para a Série B. De forma bastante conturbada e contestada pela imensa maioria dos torcedores, Fernandes foi dispensado sob ordens do presidente Wilfredo Brillinger, junto com o goleiro Wilson, quinto atleta com maior número de jogos pelo Figueira, com mais de 300 jogos. A diretoria também negou o pedido de um jogo de despedida para o ídolo do clube, levando torcedores a organizarem de forma independente uma despedida para o craque alvinegro. A turbulência entre a direção do Figueirense e Fernandes não parou aí: sem receber parte do salário e direitos de imagens, o jogador foi obrigado a entrar na Justiça do Trabalho, que deu ganho de causa ao atleta e condenou o clube a pagar o que era devido. A relação entre a direção do time e o atleta seguiu conturbada, para insatisfação da torcida, que desejava a volta do jogador.
Após ser dispensado pelo Figueirense, Fernandes fechou negócio com time paulista Red Bull Brasil no dia 27 de novembro de 2012, para temporada 2013. Durante a temporada de 2013, enfrentando lesões e insatisfeito com a saída do Figueirense, Fernandes anunciou a aposentadoria dos gramados. Cogitando um retorno ao futebol na área técnica ou de gestão, o atleta anunciou planos de um dia retornar ao Figueira, mas somente após uma mudança na direção do clube.

## Números e marcas peloFigueirense Futebol Clube
Com 108 gols marcados em 403 partidas disputadas no período entre 1999 e 2012, Fernandes atingiu diversas marcas e estabeleceu recordes com a camisa do Figueirense. Algumas destas marcas incluem:
- Maior artilheiro da história do clube (108 gols marcados);[4]
- Maior artilheiro do clube na primeira divisão do Campeonato Brasileiro (17 gols);
- Terceiro atleta com maior número de jogos com a camisa do Figueirense (403 partidas);
- Maior número de estaduais disputados pelo clube, empatado com o lateral Pinga (11 edições);
- Maior número de títulos estaduais (6), empatado com Calico.

## Títulos

### Como jogador
Santos
- Torneio Rio-São Paulo: 1997
- Copa Conmebol: 1998

Figueirense
- Campeonato Catarinense: 1999, 2002, 2003, 2004, 2006 e 2008
- Vice-campeão do Campeonato Brasileiro da Série B: 2001 e 2010
- Vice-campeão da Copa do Brasil: 2007

Jeonbuk Motors
- Copa da Coréia do Sul: 2003
- Supercopa da Coréia do Sul: 2003

### Como gerente de futebol
Figueirense
- Campeonato Catarinense: 2018

### Prêmios individuais
- Artilheiro da Copa João Havelange - Módulo amarelo*: 2000 (equivalente a Série B)
- Craque do Campeonato Catarinense: 2000 e 2004
- Medalha de Mérito Thomaz Chaves Cabral: 2009
- Rei de Florianópolis: 2009
- 1º Prêmio Ney Pacheco: 2011
- Cidadão Honorário de Florianópolis: 2012[23]
- Medalha de Mérito Desportivo do Município - Câmara Municipal de Florianópolis: 2015[24]